# 原村 (岐阜県)
原村（はらむら）は、かつて岐阜県恵那郡にあった村である。
現在の恵那市山岡町原に該当する。

## 大字・字
- 大字:無し
- 字:立野、大牧、足澤、黒谷、洞口、中洞、大西、引地、中洞道下、下沼、竪岩、道下通、小万場、札の辻、切山、天地平、山脇、大坪、向山、長澤

## 歴史
- 平安時代は遠山荘の淡気郷の一部。
- 鎌倉時代〜戦国時代は明知遠山氏の領地。
- 江戸時代は旗本・明知遠山氏の知行地。
- 1889年（明治22年）7月1日 - 町村制により原村が発足。
- 1897年（明治30年）4月1日 - 下手向村、釜屋村、田代村と合併し、鶴岡村が発足。同日原村は廃止。